# Ilse Barande
Pour les articles homonymes, voir Barande.
Ilse  Barande, née Rothschild, est une psychiatre et psychanalyste française d’origine allemande née le 11 mai 1928 à Mannheim et morte le 21 juillet 2012 à Canet-en-Roussillon.

## Biographie
Sa famille quitte l'Allemagne en 1935, du fait de la montée du nazisme et de l'antisémitisme, et se fixe à Paris, où Ilse passe le baccalauréat (1945). Elle fait des études de médecine et de psychologie (1953), est interne des hôpitaux psychiatriques (1954), devient neuropsychiatre et chef de clinique (1955-1960).
Tout en exerçant la psychiatrie, Ilse Barande entreprend en 1953 une analyse didactique puis une formation à la Société psychanalytique de Paris, dont elle devient membre adhérent (1962) puis membre titulaire (1965). En 1967, elle reçoit le prix Maurice Bouvet. Elle exerce au Centre de consultations et de traitements psychanalytiques (CCTP dit centre Jean Favreau) et en clientèle privée. Elle est membre du comité de rédaction de la Revue française de psychanalyse de 1967 à 1988, et la dirige de 1984 à 1988. 
Elle exerce une activité hospitalière comme pédopsychiatre et psychothérapeute au centre hospitalier Théophile Roussel à Montesson, puis à la fin des années 1960, à l’hôpital Sainte-Anne à Paris à la guidance infantile sous la direction de Pierre Mâle. Elle y assure des consultations et la formation de thérapeutes d’enfants et dirige ce service de 1988 à 1993. Elle contribue également à la prise en charge psychothérapeutique et financière de survivants des camps et orphelins de guerre.
Elle collabore avec Robert Barande, devenu son époux en 1954, notamment dans un ouvrage collectif intitulé La Sexualité perverse, puis dans Histoire de la psychanalyse en France (1975). Ils sont également rapporteurs au Congrès de psychanalystes de langue française de Montréal (1982), sur le thème de la perversion, et leur contribution intitulée « Antinomie du concept de perversion et épigenèse de l’appétit d’excitation (notre duplicité d’être inachevé) » est reprise dans le livre « De la Perversion – notre duplicité d’être inachevé » (1987).

## Recherches et publications
Ilse Barande traduit les œuvres complètes de Karl Abraham. Elle publie en 1972 Sandor Ferenczi, puis Le maternel singulier en 1977, réédité en 2011 sous le titre Le maternel au masculin, qui est une étude sur l'essai de Freud sur Léonard de Vinci. Elle publiera en 2009 L’appétit d’excitation, recueil d'articles publiés dans la Revue française de psychanalyse.
Elle publie avec Robert Barande Histoire de la psychanalyse en France en 1975. 
Ilse Barande exprime dans plusieurs articles ses réserves à propos de l'édition des œuvres complètes de Freud aux PUF : « Traduire ou pas ? » (1983),  « D’une nouvelle lecture de Freud par Jean Laplanche » (1991), « Le dommage infligé au corps de la lettre freudienne» (1998).

## Vie privée
Elle est sauvée par une « juste ». Sa mère est arrêtée lors de la rafle du Vel d’Hiv en juillet 1942, déportée, elle meurt à Auschwitz. Son père s’enrôle en 1939 comme réserviste dans l’armée française, puis devient citoyen britannique, à la suite de la débâcle et à un passage en Algérie.

## Publications
- Sándor Ferenczi, Paris, Payot, coll. « Petite Bibliothèque Payot », 1972.
- Le Maternel singulier, Paris, Aubier Montaigne, 1977.
- L'Appétit d'excitation, PUF, coll. « Le fil rouge », 2009,  (ISBN 9782130574521)
- Le Maternel au masculin, Freud et Leonard de Vinci, Paris, L’Harmattan, 2011.
- (Chapitre) La sexualité perverse, études psychanalytiques, Paris, Payot, 1972.
- Histoire de la psychanalyse en France, Toulouse, Privat, avec R. Barande, 1975.

- Prix Montyon 1977 de l’Académie française
- « Antinomies du concept de perversion et épigenèse de l’appétit d’excitation (notre duplicité d’être inachevé) », avec R. Barande, Revue française de psychanalyse, 1 « la perversion », p. 143-282.
- De la perversion, Notre duplicité d’être inachevé, Lyon, Césura, 1987.